# Шрауф, Альбрехт
Альбре́хт Шра́уф (нем. Albrecht Schrauf; 14 декабря 1837, Виден — 29 ноября 1897, Вена) — известный австрийский минералог, директор Музея естественной истории.

## Биография
Альбрехт Шрауф сначала учился в гимназии Винер-Нойштадта, а закончил среднее образование в Кремсе-ан-дер-Дунау. В 1853 году в возрасте пятнадцати лет Шрауф вступил в Орден пиаристов, однако вышел из его состава сразу после окончания гимназии.
В 1852 году поступил в Венский университет, где до 1856 года слушал курс естественных наук (физики, математики, минералогии и ботаники) у Вильгельма Йозефа Грелиха.
В 1862 году Альбрехт Шрауф получил степень магистра гуманитарных наук (лат. Magistrum artium liberalium) в Тюбингенском университете и степень доктора философии. В том же году он был определён на место помощника директора Придворного минерального кабинета (ныне Музей естественной истории). Уже в 1863 году Альбрехт Шрауф получил степень магистра физической минералогии Венского университета.
В 1863-1864 годах во время университетских экспедиций он начал составлять каталог коллекции минералов и кристаллов эрцгерцога Стефана в замке Шаумбург (Гессен). Однако после смерти эрцгерцога в 1867 году он не смог закончить эту работу. В связи с прекращением финансирования ему также не удалось завершить атлас минералов, для которого он подготовил полное собрание изображений кристаллов. В результате проведённой работы Шрауф перенёс свою научную специализацию, в первую очередь, на химическое строение минералов. Он существенно дополнил факультетское образование Венского университета новыми учебными пособиями.
В 1867 году Шрауф был назначен вторым, а в следующем году — и первым хранителем Минерального кабинета. В 1862 и 1869 годах ему поступали предложения занять место профессора в Львовском университете, от которых он дважды отказался. В 1874 году Альбрехт Шрауф стал профессором Венского университета и одновременно главой Минералогического музея этом же университете. В 1887-1888 годах он также исполнял обязанности декана минералогического факультета.
В 1878 году Шрауф опубликовал описание ряда минералов из подведомственного ему собрания Минерального кабинета (Музея естественной истории) в Вене, которые при предварительном рассмотрении посчитал новыми или прежде неизвестными. Один из этих минералов в 1951 году был утверждён только спустя три четверти века, получив название штютцит — в честь одного из ранних предшественников Шрауфа на посту директора Минерального кабинета, Андреаса Ксавье Штютца (1747-1806).:76
В 1875 году Юлиус Фрейгер фон Шрёкингер назвал шрауфитом найденную в Румынии разновидность янтаря, а другой травянисто-зелёный минерал из урановых гор Саксонии получил название Альбрехтшрауфит. Впрочем, этот жест был ответной любезностью одного минералога — в адрес другого. Двумя годами ранее, в 1873 году сам Альбрехт Шрауф обнаружил и описал минерал шрёкингерит, новую метаморфическую форму изменённого уранинита, которую назвал в честь барона Шрёкингера.
В 1896 году в результате несчастного случая Шрауф ослеп на один глаз, а в следующем — полностью потерял зрение. После перенесённого потрясения, последний год жизни он провёл крайне замкнуто, в полном одиночестве. Шрауф умер 29 ноября 1897 года в Вене и был похоронен в мемориальной могиле на Центральном кладбище.

## Награды и звания
- 1867: Золотая медаль pro litteris et artibus
- 1884: Член-корреспондент Австрийской Академии наук (Вена).
- 1888: Член Германская академия естествоиспытателей «Леопольдина» в Галле.
- 1890: Почётный член Санкт-Петербургского Императорского минералогического общества.
- 1894: Действительный член Австрийской Академии наук (Вена).
- 1894: Почётный член Французского минералогического общества.
- 1895: Член-корреспондент Королевской прусской академии наук (Берлин).
- 1897: Член Туринской Академии наук.

## Основные сочинения
- „Lehrbuch der physikalischen Mineralogie“ (2 Bde., 1866–68)
- „Atlas der Krystallformen des Mineralreiches“ (5 Lieferungen, 1865–78).